# 阿米·寇牟
阿米·诺艾勒·寇牟（英語：Amie Noelle Comeaux,/ˈkoʊmoʊ/,1976年12月4日—1997年12月21日）是一名美国乡村音乐歌手，一共发行过3张录音室专辑。她最知名的歌曲《谁是你的她》("Who's She to You")收录于她的首张同时也是她生前唯一发表的专辑《动身》(Moving Out)中。

## 早年生活
寇牟小时候就曾在养老院和婚礼上唱歌。9岁大时，她曾在于梅赛德斯-宾士超级巨蛋举行的一场有新奥尔良圣徒参加的比赛中演唱国歌《星条旗》。她的歌唱经历也一直伴随着她度整个青少年期。寇牟曾被巴吞鲁日小剧院选中，在音乐剧《安妮》中出演主角。

## 事业发展
自她10岁起，唱片制作人哈罗德·谢德(Harold Shedd)就一直与她有合作，帮她提高歌唱技巧。
1993年，她签约了宝丽多唱片。1年后，她发售了第一张专辑《动身》(Moving Out)。然而，宝丽多纳什维尔分部不久后即宣告倒闭。她此后未再签约新公司。同样也曾签约宝丽多纳什维尔的托比·凯斯在公司倒闭前曾为她第2张专辑的制作提供了帮助。

## 去世
1997年12月21日，寇牟、祖母和教子梅根(Megan)一起离开位于阿拉巴马州的一户圣诞家庭，乘车回家。当寇牟开车超过另一辆车时，她的车因道路积雨发生了水漂，并不幸撞上了一棵大树。她本人当场死亡。寇牟的祖母和教子未受致命伤，在医院住了一段时间。她死后葬在路易斯安那州普拉奎迈恩的优雅回忆公园公墓(Grace Memorial Park Cemetery)。
寇牟死后，原宝丽金唱片在田纳西州纳什维尔的对手公司于1998年3月6日代为发售了她的专辑《一个非常特别的天使》(A Very Special Angel)。不过因为制作过程中出了印刷错误，专辑临时推迟20天发售。寇牟曾参与该专辑中一些歌曲的创作。2007年，寇牟死后的第2张唱片《回忆已远去》(Memories Left Behind)发售。这张唱片的发售也是为了献给她2006年去世的母亲。

## 音乐作品

### 专辑
- 《动身》(Moving Out), 1994年10月18日发售, 唱片公司: Polydor Nashville.
- 《一个非常特别的天使》(A Very Special Angel), 1998年6月30日发售, 唱片公司: Contraband.
- 《回忆已远去》(Memories Left Behind), 2006年10月24日发售, 唱片公司: Beaujo Music.